# Michelle Horn
Michelle Horn (Pasadena, 28 febbraio 1987) è un'attrice statunitense.
Michelle Horn è attiva fin dalla metà degli anni '90, infatti Michelle era ben nota negli States ancora prima di recitare accanto a Bruce Willis nel film Hostage; la sua carriera comincia nel 1995 quando recita nel film, Stuart Saves His Family, prende parte anche ad alcuni episodi di varie serie televisive tra cui Profiler, Star Trek: Deep Space Nine, In tribunale con Lynn, The Practice - Professione avvocati, Squadra Med - Il coraggio delle donne. Ha inoltre partecipato ad un episodio della nota serie Senza traccia dove interpreta una ragazza incinta sparita nel nulla. Nel 2001 ha vinto il premio come miglior attrice giovane al Burbank International Children's festival.
Il 1º marzo  l'attrice si fidanza con Johnny Tsaur e il 3 marzo 2018 la coppia si è sposata con una cerimonia privata tenutasi presso il Castle Green di Pasadena. Il 5 agosto 2023 la Horn annuncia la propria gravidanza e il mese successivo ha dato alla luce la sua prima figlia. Vive a Culver City.
Nel 2020, l'attrice ha rivelato che suo padre Gregory si è dichiarato una donna transgender nel 2005. Da allora ha cambiato il suo nome in Susan e utilizza i suoi pronomi.

## Filmografia

### Cinema
- Stuart Saves His Family (1995)
- Il re leone II - Il regno di Simba (1998) - voce
- Return to the Secret Garden (2000)
- The Ruby Princess Runs Away (2001)
- Mental Hygiene (2001)
- Hostage, regia di Florent Emilio Siri (2005)
- Little Athens (2005)
- Loving Annabelle (2006)
- The Thacker Case (2008)

### Televisione
- Profiler - Intuizioni mortali (Profiler) - serie TV, 2 episodi (1998)
- Star Trek: Deep Space Nine - serie TV, episodio 6x26 (1998)
- Angel – serie TV, episodio 2x09 (1999)
- In tribunale con Lynn (Family Law) - serie TV, 14 episodi (2000-2002)
- The Practice - Professione avvocati (The Practice) - serie TV, 3 episodi (1998-2002)
- Senza traccia (Without a Trace) - serie TV, 1 episodio (2005)
- Squadra Med - Il coraggio delle donne (Strong Medicine) - serie TV, 23 episodi (2002-2005)